# سیاه و سفید (فیلم ۱۹۱۳)
سیاه و سفید (به انگلیسی: Black and White) یک فیلم به کارگردانی دل هندرسون است که در سال ۱۹۱۳ منتشر شد. از بازیگران آن می‌توان به هری کری اشاره کرد.